# Joe Hudepohl
Joe Hudepohl (Cincinnati, Estados Unidos, 16 de noviembre de 1973) es un nadador estadounidense retirado especializado en pruebas de estilo libre, ganador de tres medallas —dos de ellas de oro— entre las Olimpiadas de Barcelona 1992 y Atlanta 1996.

## Carrera deportiva
En las Olimpiadss de Barcelona 1992 ganó la medalla de oro en los 4x100 metros libre y la de bronce en los 4x200 metros libre.
Cuatro años después, en los Juegos Olímpicos de Atlanta 1996 ganó la medalla de oro en los relevos de 4x200 metros libre, con un tiempo de 7:14.84 segundos, por delante de Suecia y Alemania (bronce).